# 特爾納瓦州
特爾納瓦州是斯洛伐克西部的一個州，與捷克、匈牙利與奧地利接壤。面積4,128平方公里，人口550,918 (2001年)。州府特爾納瓦。下設7區。